# 梳妝鏡
梳妝鏡為鏡子一種，通常放置於家居中特別指定的角落，例如浴室及睡房等，被用來協助化妝、刮鬍子及梳髮等整理儀容的工具。這類的鏡子被製祊成為不同的尺寸，小的可以隨身攜帶，大的可以檢視全身服裝，故又稱穿衣鏡或者連身鏡。用於公共场合的称为仪容镜。